# Русифікація румунів
Русифікація (зросійщення) румунів — політика російських урядів та інституцій, спрямована на асиміляцію та зросійщення, тобто нав'язування російської мови й культури представникам румунського етносу, які мешкають на підконтрольних росіянам територіях. Має місце з 1812 року, коли внаслідок Бухарестського мирного договору за підсумками російсько-турецької війни 1806—1812 рр. Російська імперія здобула контроль над східними землями Молдавського князівства, що на лівому березі річки Прут. Особливістю цього різновиду русифікації є всебічне нав'язування «молдаванської» ідентичності, що була сконструйована завдяки використання факту тривалої феодальної розробленості на землях заселених носіями румунської мови. Метою такої політики був відрив румунів, що населяли Бесарабію, від решти румунської нації. Завдяки цьому на землях, що раніше входили до складу Російської імперії нині існує Республіка Молдова, а спроби об'єднання цих територій з рештою румунських земель зазнали невдачі.

## Російська імперія

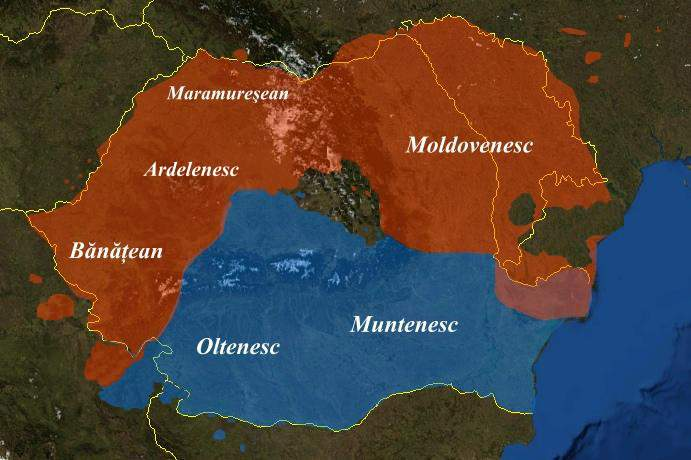
Мапа румунських діалектів

У перші роки російської окупації після 1812 року понад 95 % населення краю становили румуни, і румунська мова була визнана офіційною мовою в бессарабських установах поряд з російською. На окупованих землях була утворена Бессарабська губернія.
Царська влада поставила залізну завісу на кордоні Прута з Румунією. Анексія частини Молдавського князівства 16 травня 1812 року під османським суверенітетом також призвела до культурно-мовного викорінення, перешкоджаючи природній еволюції разом із народом, який у 1859 році об'єднався з Валахією через подвійне обрання румунського правителя Александру Йоан Куза.
Поступово російській мові стали надавати все більшого значення. За рішенням імперської влади, з 1828 р. офіційні документи почали публікувати лише російською мовою, а близько 1835 р. було встановлено 7-річний термін, протягом якого державні установи ще могли приймати документи, написані румунською мовою.
У 1833 р. використання румунської мови в церквах було заборонено.
Румунська мова також була прийнята як мова викладання в державній освіті до 1842 року, з цього моменту її статус став другорядним предметом. Так, у семінарії в Кишиневі румунська мова була серед обов'язкових предметів вивчення (10 годин на тиждень) до 1863 року, коли відповідну кафедру було скасовано. У середній школі № 1 з Кишинева студенти мали можливість вибирати для вивчення одну з наступних мов: румунську, німецьку та грецьку до 9 лютого 1866 року, коли імперська влада заборонила вивчення румунської мови, пропонуючи таке пояснення: «учні знають це мову практично, а вивчення її переслідує інші цілі».
Карл Маркс і Фрідріх Енгельс у середині ХІХ століття говорили, що «волохомовні дако-румуни становили основну масу населення території між Нижнім Дунаєм і Дністром» і що «старий і новий царі Росії» боялися визнати це й змушують молдаван русифікуватися.

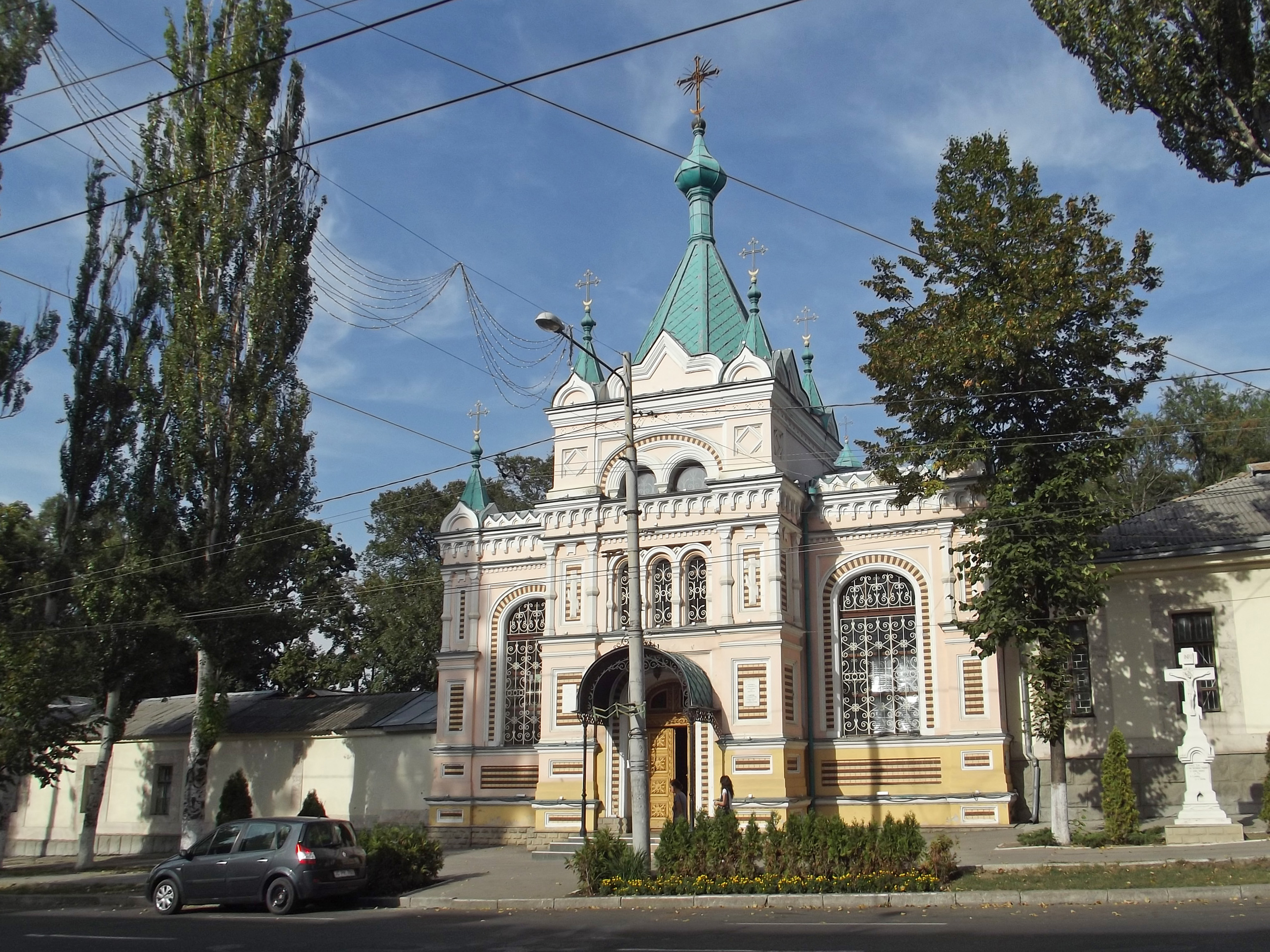
Колишня каплиця міської лікарні Кишинева (1901) збудована у псевдоросійському стилі

У 1871 році Олександр ІІ видав указ «Про припинення вивчення румунської мови в школах Бессарабії», оскільки «в Російській імперії не вивчаються місцеві мови».
Молдавство, яке в умовах середньовічної феодальної роздробленості було географічною версією румунства, поширеного й у інших регіонах, набуло особливого значення в Бессарабській губернії. Завдяки цій концепції, спеціально розробленій для дезорієнтації, румунське населення між Прутом і Дністром було змушене шукати своє коріння виключно в суто провінційній спадщині до 1812 року і забути про одноплемінників з колишнього Молдавського князівства. За цих умов культурно-мовний фон цього населення обмежувався творами молдавських літописців, особливо народною мовою та творчістю, яка не пройшла фази розвитку румунської літератури. Таким чином, уся румунська культура та література, навіть ті, що розвинулися поза політичними кордонами, наприклад внесок Арделенської школи, відкидаються як чужорідне.
Російська імперія перешкоджала розвитку автентичної місцевої інтелігенції та нав'язувала концепцію окремої молдавської мови, що є версією румунської, заснованої на рудиментарному народному та літописному мовленні, несформованому сучасною культурою. У совєцький період ця версія румунської мови на офіційну мову, спочатку в Молдавській Автономній Республіці Україна, потім у Молдавській РСР. У 1994—2023 роках Республіка Молдова зберігала у своїй конституції термін «молдовська мова» для позначення державної мови.

## Зросійщення в Молдавській РСР
Вперше Совєцький Союз окупував Бесарабію на один рік, починаючи з літа 1940 року через окупацію Бессарабії та Північної Буковини після пакту Молотова — Ріббентропа.
Після трирічної перерви у 1941—1944 роках Союз знову повернув під свій контроль Бесарабію. За 48 років совєцької влади (1940-41 і 1944-91) Комуністична партія Совєцького Союзу авторитетно і примусово нав'язувала власну модель цивілізації: формування і виховання «нової людини» — homo sovieticus позбавивши румунів ліворуч від Пруту мови, алфавіту, культури, історії та традицій. Найдієвішим засобом русифікації були школи для молоді та культурно-освітні заклади для дорослого населення. Культурно-освітні заклади в системі совєцької тоталітарної надбудови мали на меті пропаганду комунізму, підміну духовного змісту політичним, засновану на класовому відношенні в оцінці явищ і подій, пріоритеті політики комуністичної партії, концепція комуністичної моралі. У цей час совєцька влада проголосила румунську мову, перейменовану на «молдовську» (румунську мову, написану кирилицею), мовою «народу, що проживає в Молдавській РСР, відмінною від румунської»; захисники кирилиці приховували той факт, що з історичної точки зору румунська/молдовська була написана румунською кирилицею, а не «молдовською», адаптованою з російської. У школах основною мовою навчання була російська, «мова міжнаціонального спілкування» та топоніми були русифіковані. Це призвело до русифікації еліт, а потім і інших соціальних категорій
Книжковий фонд було переглянуто: румунську літературу, яка вважалася іноземною, було конфісковано та замінено російсько-совєцькою пропагандистською літературою, що призвело до неможливості увічнення національної свідомості та появи румунофобії серед румунів.

### 1945—1950 роки
У цей період відбулися важливі події, які потрясли румунство в Бессарабії: посуха, голод, організований росіянами, колективізація одноосібних селянських дворів на правому боці Дністра, ліквідація чиабурі (заможних селян) як класу, депортація тисяч людей. Фізичний геноцид був доповнений культурним і духовним: ці роки являють собою момент розриву природної еволюції бессарабських (східно-молдовських) румунів і їх примусового включення до системи совєцької держави.
Після 1944 р. у Бессарабії почалася ліквідація існуючої системи освіти. У більшовицькій інтерпретації ця система мала роль затемнення та румунізації корінного молдавського населення. Вживаються надзвичайні заходи: забороняється діяльність національних установ, націоналізуються всі книгозбірні, очищаються бібліотеки від антисовєцької літератури, знищуються румунські книги.

### Кадри культури
Починається комплектування совєцьких культурно-освітніх установ новими кадрами, на основі соціального походження та лояльності до режиму. Через біженців до Румунії чи ліквідацію національних кадрів, знищення та остракізм інтелігенції у совєцькій Молдові утворився інтелектуальний вакуум, що призвело до інтелектуальної деградації всього суспільства. Це призвело до вербування комуністичних кадрів, частка яких досягла 62 % у 1950-х роках. У 1945 році при Раді Народних Комісарів МРСР було створено Комітет у справах культурно-освітніх закладів і організовано відповідні комісії при виконкомах повітових, районних, міських і сільських рад. Щодо національного складу кадрів культури, то можна спостерігати значне зменшення частки румунів, так у 1947 р. з 1841 робітника 1045 були румунами; у 1949 р. (лише через 2 роки) з 2245 робітників лише 1024 були румунами (менше 50 %). У 1949 році з 67 керівників районних і міських управлінь культури лише 16 були румунами. Решта були немісцевими ідеологічними чиновниками, вихованими в дусі великодержавного шовінізму, спеціалістами з денаціоналізації та русифікації місцевого населення.

### Інші заходи з русифікації
Кінцевою метою нової влади було остаточне розв'язання «бессарабської проблеми». Процес перетворення місцевого румунського населення на меншість здійснювалася низкою підходів:
- вимушена еміграція за Прут
- організований голод
- депортації. У перші повоєнні роки більшість депортованих звинувачували в «націоналізмі», приналежності до різних «буржуазно-націоналістичних партій».
- постійні колонізації за допомогою переселення до совєцької Молдови різних «фахівців»[16].
- інші колонізації
- культурна пропаганда, як-от: «тимчасова окупація» Республіки спочатку «буржуазно-поміщицьким окупаційним режимом королівської Румунії», а потім «німецько-румунськими окупантами»[17].

### Румунофобія
Румунофобія стала доктриною державної ідеології та нав'язливою ідеєю всієї системи освіти, квінтесенцією якої стало гасло «Молдо-румунські націоналісти є смертельними ворогами та катами молдовського народу, зрадниками його національних інтересів». Пропагандистська діяльність була спрямована на те, щоб стерти з пам'яті бессарабців сліди злочинів, залишені совєцьким режимом за період окупації 1940—1941 рр. (злочини та звірства, вчинені проти нелояльних до совєцької влади, розкопки румунською владою могили жертв сталінського терору в Кишиневі чи в інших зонах, депортації 13 червня 1941 р., руйнування відступаючими совєцькими військами господарських і культурних об'єктів у липні 1941 р.).
На 5-му пленумі ЦК ПК(б)М 23 травня 1945 р. було вирішено провести широку антирумунську кампанію: «Пленум зобов'язує канцелярію ЦК ПК(б)М, повітовим, міським і райкомам партії активізувати свою діяльність з метою друкованого та усного викриття злочинів румунсько-німецьких окупантів та їх поплічників — молдо-румунських націоналістів. На конкретних фактах і прикладах роз'яснювати населенню розбійницьку сутність німецько-румунських завойовників, систематично роз'яснювати трудящим, що тільки в совєцькій державі їм гарантується політична свобода, добробут. і розвиток культури. Роз'яснити всім трудящим, що молдавсько-румунські націоналісти є заклятими ворогами і катами молдавського народу, зрадниками його національних інтересів».
Для реалізації румунофобії було використано кілька методів, набагато жорстокіших, ніж за часів Російської імперії:
- закриття кордонів
- повна культурна ізоляція від Румунії
- культурна пропаганда: популяризація нової історії, переглянутої крізь призму совєцького дискурсу та через перспективу нової «багатовікової дружби» між «російським і молдавським народом». Армія нових кадрів часто вживала такі вирази, як «терор», «рабство», «колонія Румунії», «румунські загарбники» щодо представників румунської влади[20]. Водночас фальсифікується історична роль Росії по відношенню до Молдови: Росія стає другом Молдови з давніх часів, представляючись такою, що відіграла прогресивну і вирішальну роль в історії Молдови, ставши «великим братом», виправдовуючи таким чином імперську анексію 1812 року, а згодом совєцьку реанексією Бессарабії[21][22][23].

### Виникнення молдавської соціалістичної «нації»
У своїй промові 24 травня 1945 року Сталін проголосив російський народ найвидатнішою нацією в Совєцькому Союзі. Ця промова призвела до початку інтенсивної кампанії звеличення чеснот цього народу, дійшовши до ідеї, що росіяни є месіанським народом, який забезпечив нове суспільство і світле майбутнє не лише поневоленим народам СРСР, але й усьому світу. Відповідно, необхідно, щоб любов до російського народу була більшою, ніж любов до свого народу. Почали масово пропагуватися ідеї про возз'єднання молдовського народу, молдавську совєцьку державність, утворення молдавської соціалістичної нації. За словами історика Іона Костянтина, молдовський народ, отримавши совєцьку державність, возз'єднавшись і отримавши статус соціалістичної нації, має злитися з російськими масами. Така політика призводила до втрати національної ідентичності.

## Русифікація Республіки Молдова
Після падіння Совєцького Союзу у 1991 році Республіка Молдова фактично опинилася у сфері впливу Російської Федерації, яка перешкодила об'єднанню Республіки Молдова з Румунією, посприявши початку Придністровської війни. Також на користь посиленню позицій Росії в республіці зіграла відродження та зростання комуністичної партії, відмова від доктрини «один народ, дві держави», яку пропагував Мірча Снєгур, повторна поява «молдовства» як офіційної доктрини та фактична федералізація Республіки Молдова.
Проросійські політичні сили активно використовують демократичні засоби для захисту концепції та політичних дій молдованства, штучно підтримуючи плутанину серед населення за допомогою Російської Федерації. Молдованство як політичне бачення було етнокультурною концепцією, яка мала згладити шлях для зросійщення румунського населення між Прутом і Дністром. Деякі з проросійських політичних лідерів просувають ідеї відмови від євроінтеграції та, натомість, інтеграції з Росією.

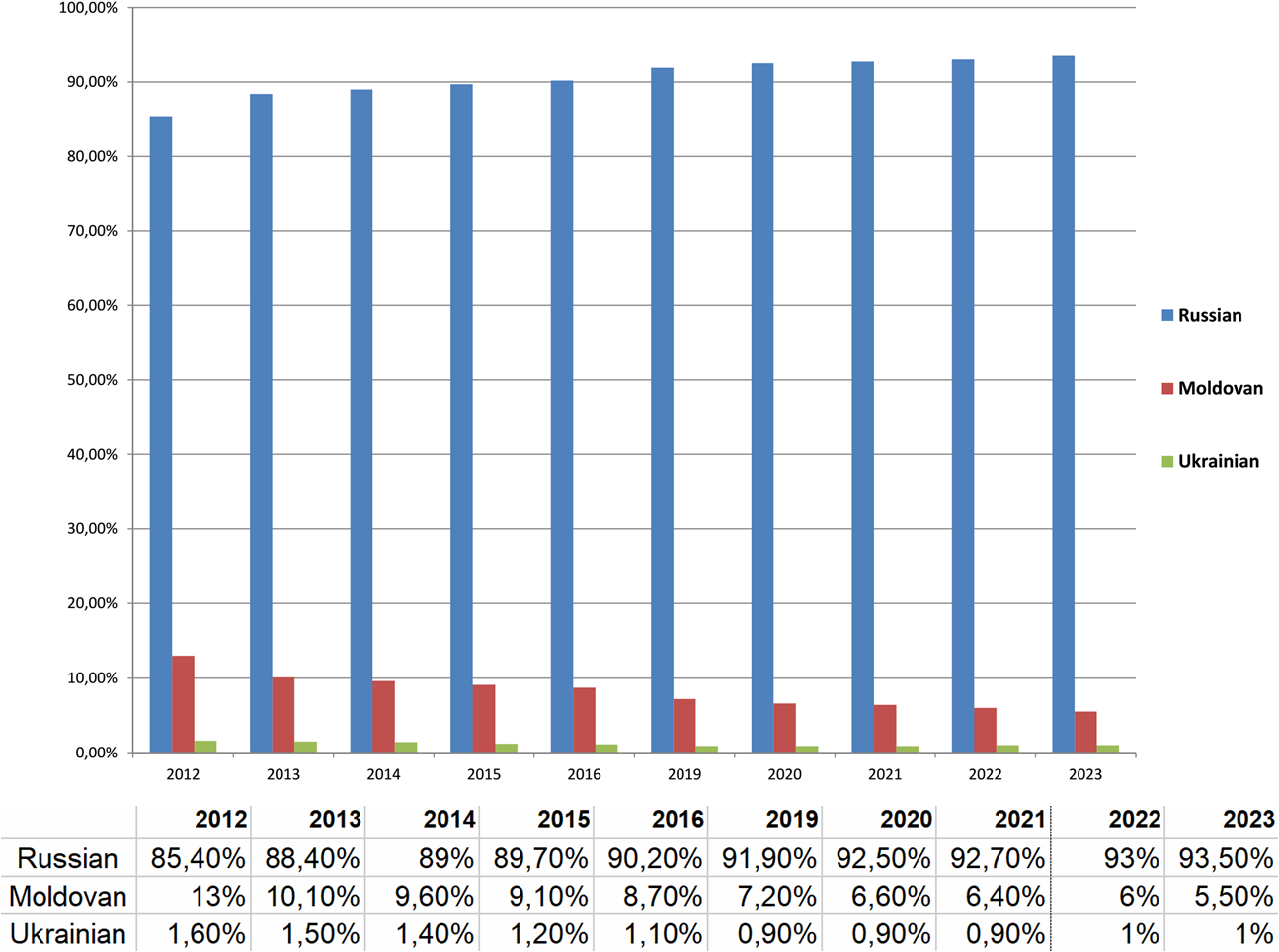
Зміна частки школярів у 2012—2023 рр. за мовою викладання у школах підконтрольних владі ПМР

Внаслідок Придністровської війни переважно на лівому березі Дністра утворився проросійський анклав — самопроголошена Придністровська Молдавська Республіка (ПМР). На території самопроголошеної держави існує значна російська військова присутність. Влада ПМР кілька разів проводила референдуми щодо приєднання до Росії. ПМР будувалася на формальній рівноправності трьох основних етнічних груп регіону: молдаван, українців та росіян, кожен з яких становить близько третини населення. Проте попри декларовану рівність офіційних мов, російська мова законодавчо використовується ширше, ніж інші. Станом на 2017 р. російською мовою ведеться навчання у 145 зі 181 шкіл республіки. У дошкільних установах російською навчається 91,9 % учнів, в установах загальної освіти — 84,4 %, в установах професійної освіти — 95,7 %. Вся навчальна та методична література — російською. Офіційні урядові сайти ПМР — сайти «президента», «парламенту», «Верховного суду» — переважно російською. У проміжку 2012—2023 навчальних років у школах підконтрольних владі ПМР частка учнів, що навчалися молдовською мовою зменшилася з 13 % до 5,5 %, а тих, що російською — зросла з 85,4 % до 93,5 %.

## Русифікація Румунії
Після потрапляння Румунії під вплив СРСР та румунських комуністів, по завершенні Другої світової війни, місцева просовєцька влада намагалася наблизити місцеві суспільні реалії до совєцьких та російських. Зокрема, після заборони святкування Різдва та запровадження його головної альтернативи — Нового року, був також заборонений і місцевий різдвяний персонаж Мош Крачун («Дід Різдво»), аналог Святого Миколая. Натомість державна пропаганда почала розручувати новорічного персонажа Мош Джеріла, що був цілковитим аналогом російського совєцького персонажа Діда Мороза. Після румунської революції 1989 року Мош Джеріл зник з інформаційного поля.